# David Fleming

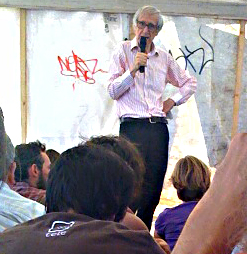

David Fleming (Chiddingfold, 2 januari 1940 – Amsterdam, 29 november 2010) was een Brits denker over milieu en samenleving. Onder zijn centrale thema's waren de opwarming van de aarde en het wegvallen van overvloedige energie. Om de transitie in goede banen te leiden ontwierp hij een schema van Tradable Energy Quotas (TEQs). Ultiem was zijn denken gericht op het diverse en mysterieuze begrip gemeenschap.

## Levensloop
Na zijn middelbaar in Oundle School volgde Fleming Modern History aan Trinity College, University of Oxford (1959-1962). Na een periode in het bedrijfsleven behaalde hij een MBA aan Cranfield University (1968). Hij stond mee aan de wieg van de Britse Green Party en van initiatieven als Transition Towns, The Other Economic Summit (TOES) en de New Economics Foundation. In 1980 ging hij economie studeren aan Birkbeck College, University of London. Na zijn master in 1982 behaalde hij ook een doctoraat in 1988. Hij was drie jaar voorzitter van de Soil Association (1988-91).

## Lean Logic: A Dictionary for the Future and How to Survive It
Het levenswerk van Fleming was een woordenboek waar hij meer dan dertig jaar aan werkte. Lean Logic was nagenoeg af bij zijn dood en zijn nabestaanden lieten het drukken op 500 exemplaren (7 juli 2011). In 2016 volgde een reguliere uitgave bij het Amerikaanse huis Chelsea Green Publishing.
Flemings ziet "een economie die de fundamenten waarop ze gebouwd is vernielt" (ecologisch, economisch en cultureel). Zonder uit te kijken naar deze verdwijning of ze als onvermijdelijk voor te stellen, beschrijft hij principes en strategieën om de toekomst te overleven. Hij doet dat vanuit een erudiet systeemdenken, met humor en een positieve geest.

## Publicaties (selectie)
- 1977 - The Reckoning (partijprogramma, als medeauteur)
- 1988 - After Affluence. A Study of the Market for Positional Goods (onuitgegeven dissertatie)
- 1997 - The Countryside in 2097 (als redacteur)
- 2005 - Energy and the Common Purpose. Descending the Energy Staircase with Tradable Energy Quotas
- 2007 - The Lean Guide to Nuclear Energy. A Life-Cycle in Trouble
- 2016 - Lean Logic. A Dictionary for the Future and How to Survive It
- 2016 - Surviving the Future. Culture, Carnival and Capital in the Aftermath of the Market Economy

- International Standard Name Identifier: 0000 0001 1687 7585
- Nationale Bibliotheek van Tsjechië: jo20221152478
- Istituto Centrale per il Catalogo Unico: TO0V694351
- Système universitaire de documentation: 159324939
- Virtual International Authority File: 305409212